# Mark Jindrak
Pour les articles homonymes, voir Jindrak et Corleone (homonymie).
Mark Robert Jindrak (né le 26 juin 1977 à Auburn) aussi connu sous le nom de ring de Marco Corleone est un catcheur (lutteur professionnel) et un acteur américain. Il travaille pour le Consejo Mundial de Lucha Libre (CMLL).
Il s'entraîne au WCW Power Plant, l'école de catch de la World Championship Wrestling (WCW) et commence sa carrière dans cette fédération. Il devient un des membres du clan The Natural Born Thrillers (en) en 2000 et remporte à deux reprises le championnat du monde par équipes de la WCW avec Sean O'Haire.
La World Wrestling Federation (qui devient la World Wrestling Entertainment en 2002) rachète la WCW début 2001 et engage Jindrak qui reste dans cette fédération jusqu'en 2005.
En 2006, il part au Mexique lutter au CMLL sous le nom de Marco Corleone et y remporte le championnat du monde des trios du CMLL avec Maximo et Rush. Il se fait ensuite connaitre en luttant tout seul et devient champion du monde poids lourd du CMLL.
Parallèlement à sa carrière de catcheur, il est aussi acteur dans des telenovelas et a été un des acteurs récurrents de Porque el amor manda de 2012 à 2013.

## Jeunesse
Jindrak grandit à Throop et a un frère et une sœur qui s'appellent Mike et Stephanie. Il fait partie de l'équipe de basketball de son lycée où il joue au poste de pivot. Au cours de sa dernière année de lycée, il est le meilleur marqueur de la ligue dont dépend son lycée. Cela lui permet d'avoir une bourse sportive au Keuka College (en) et il quitte cette université avec un diplôme en marketing.

## Carrière de catcheur

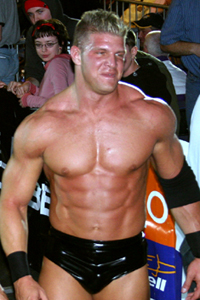
Mark Jindrak au WCW.

### World Championship Wrestling (1999-2001)
Jindrak apprend le catch au WCW Power Plant, l'école de catch de la World Championship Wrestling (WCW) auprès de Paul Orndorff et Mr. Hughes (en),. Il considère rétrospectivement dans une interview en février 2011 que son apprentissage n'est pas complet puisqu'il ne sait pas comment mettre en scène ses combats de catch. 
Il fait son premier match télévisé le 2 mars 1999 où il forme avec Chuck Palumbo l'équipe "The Soul Surfers", mais ils perdent face à Disorderly Conduct, l'équipe de Mean Mike et Tough Tom. Le 26 octobre, il perd face à Chuck Palumbo. 
C'est à partir d'août 2000 qu'il est mis en valeur en faisant équipe avec Sean O'Haire et en appartenant aux The Natural Born Thrillers (en) (NBT), un clan composé d'anciens membres du Power Plant (Mike Sanders, Shawn Stasiak, Chuck Palumbo, Reno et Johnny the Bull). Ils manquent de respect envers Paul Orndorff en déclarant que le meilleur match de sa carrière a eu lieu en coulisse face à Vader,. Le 6 septembre, les NBT vont au WCW Power Plant et attaquent les élèves puis attaquent Orndorff dans son bureau. Il en découle un match par équipe à élimination opposant les NBT aux Filthy Animals et Orndorff le 17 septembre au cours de Fall Brawl qui voit la victoire des NBT. 
Huit jours plus tard, la WCW organise une bataille royale par équipes pour désigner les nouveaux champions du monde par équipes de la WCW car ce titre est vacant. Jindrak et O'Haire remportent ce match en éliminant Juventud Guerrera et Rey Mysterio, Jr.. Le 11 octobre à Thunder, ils perdent leur titre face à Corporal Cajun et Lt. Loco avant de le récupérer dans la foulée lors d'un match revanche organisé juste après la perte du titre.

### World Wrestling Entertainment (2001-2005)
Après le rachat de la WCW par la WWF, il a été embauché par la compagnie. il fait son premier match lors d'un House Show, le 7 juillet 2001, où il perd face à Hugh Morrus. Il perd une nouvelle fois face à Hugh Morrus le jour d'après, lors d'un autre House Show. Le 9 juillet, lors d'un épisode de RAW, il participe à un 20-Man Tag Team Match où il fait partie de la Team WCW pour affronter la Team ECW, et la Team WWF. Ce match se finira en No Contest. Le 17 juillet, il bat Jerry Lynn dans un Dark Match lors de WWF Sunday Night Heat. Le 23 juillet, lors de WWF Jakked, il bat Jerry Lynn. Le 28 juillet, il participe à un House Show où il bat Perry Saturn, mais il perd face à lui le jour d'après, lors d'un autre House Show. Le 30 juillet, lors de WWF Jakked, il participe à un Dark Match où il perd face à K-Kwik.
Lors de WrestleMania XX, lui et Garrison Cade perdent contre Rob Van Dam et Booker T dans un Fatal Four-Way match qui comprenaient également les Dudley Boyz (Bubba Ray et D-Von) et La Résistance  (René Duprée et Rob Conway) et ne remportent pas les WWE World Tag Team Championship.

### Asistencia Asesoría y Administración (2009-2010)
Lors de Triplemanía XVII, lui et Latin Lover perdent contre La Hermandad 187 (Joe Líder et Nicho el Millonario) et ne remportent pas les AAA World Tag Team Championship.

### Consejo Mundial de Lucha Libre (2006-2009, 2011-...)
Le 19 février, lui, Rush et Máximo battent Los Hijos del Averno (Averno, Ephesto et Mephisto) et remportent les CMLL World Trios Championship.
Le 16 septembre 2014, lui et Rush battent El Terrible et Rey Escorpión pour remporter le Copa CMLL (2014).
Le 6 juin 2017, il bat Rush, Mr. Niebla, Gran Guerrero, Pierroth, Dragón Rojo Jr., El Terrible, Rey Bucanero, Kraneo et Euforia et remporte le CMLL World Heavyweight Championship. Le 18 juin, il conserve le titre contre El Terrible. Le 5 août, il conserve le titre contre Vangellys.

## Vie privée
Le 3 novembre 2015, Jindrak épouse Miroslava Luna, une styliste. Ils ont un fils qui s'appelle Jeronimo né en octobre 2016.

## Palmarès
- Consejo Mundial de Lucha Libre (CMLL)
  - 1 fois CMLL World Heavyweight Championship
  - 1 fois CMLL World Trios Championship avec Máximo et Rush
  - Copa CMLL (2014) avec Rush
  - Cuadrangular de Parejas (2016) avec Kushida[19]

- World Championship Wrestling (WCW)
  - 2 fois champion du monde par équipes de la WCW avec Sean O'Haire

- Toryumon Mexico
  - Suzuki Cup (2007) avec Kensuke Sasaki et Ultimo Dragon[20],[21]
  - Suzuki Cup (2008) avec Alex Koslov et Ultimo Dragon[22]

## Récompenses des magazines
- Pro Wrestling Illustrated
  - 3e Rookie de l'année 2000[23]

| Année | 2001       | 2002 | 2003 | 2004        | 2005 | 2006       | 2007 | 2008 | 2009 | 2010 |
| ----- | ---------- | ---- | ---- | ----------- | ---- | ---------- | ---- | ---- | ---- | ---- |
| Rang  | 119        | 146  | 139  | 112         | 54   | Non classé | 140  | 172  | 124  | 145  |
| Année | 2011       | 2012 | 2013 | 2014 à 2016 | 2017 |            |      |      |      |      |
| Rang  | Non classé | 313  | 285  | Non classé  | 98   |            |      |      |      |      |